# Marcellinus (helgon)
Marcellinus, även benämnd Marcellinus av Karthago, död 413 i Karthago, var en afrikansk martyr. Marcellinus vördas som helgon inom Romersk-katolska kyrkan. Hans minnesdag firas den 6 april.